# سیستم توزیع ماهواره‌ای
سیستم توزیع ماهواره‌ای (SADIS) یک سیستم پخش ماهوارهای در سراسر جهان است که عمدتاً به توزیع اطلاعات هواشناسی هوانوردی مطابق با استانداردهایسازمان بین‌المللی هوانوردی کشوری (ICAO) اختصاص دارد. SADIS همراه با سیستم ارتباطات ماهواره‌ای بین‌المللی (ISCS)، یک سیستم توزیع جهانی برای اطلاعات هواشناسی به همه کشورهای عضو را تشکیل می‌دهد. SADIS بخشی از سرویس ثابت هوانوردی ایکائو (AFS) است.

## تاریخ
در ۱۹۸۲ در مونترال کانادا، سیستم پیش‌بینی منطقه جهانی (WAFS) توسط ارتباطات/هواشناسی ایکائو برای کمک به ارائه اطلاعات هواشناسی به دولت‌ها و کاربران ایجاد شد. قرار بر این شد که در مرحله نهایی WAFS اطلاعات از طریق پخش ماهواره‌ای به صورت جهانی توزیع شود. دو مرکز پیش‌بینی منطقه جهانی (به انگلیسی: WAFC) یکی در واشینگتن و دیگری در براکنل، بریتانیا ایجاد شد. به دلیل محدودیت در تکنیک‌های پیش‌بینی و سیستم‌های مخابراتی، پروژه باید در دو مرحله اجرا می‌شد. در ابتدا، به غیر از دو WAFC، مراکز پیش‌بینی منطقه‌ای (RAFC) وجود داشت. در مرحله نهایی RAFCها بسته خواهند شد.

## ماهواره‌ها
اقیانوس هند INTELSAT 604 در 60E برای پوشش مناطق ICAO AFI و MID و در مناطق ASIA و EUR تا شرق 140E استفاده می‌شود. لینک بالا در Whitehill, Oxfordshire , UK است.